# Борисово (Русенська область)
Бори́сово (болг. Борисово) — село в Русенській області Болгарії. Входить до складу общини Сливо-Поле.

## Населення
За даними перепису населення 2011 року у селі проживали 764 особи.
Національний склад населення села:
| Національність   | Кількість осіб | Відсоток |
| ---------------- | -------------- | -------- |
| болгари          | 518            | 68,9%    |
| турки            | 223            | 29,7%    |
| цигани           | 0              | 0%       |
| інша             | 0              | 0%       |
| не визначились   | 11             | 1,5%     |
| Всього відповіли | 752            |          |

Розподіл населення за віком у 2011 році:
Динаміка населення: